# Vlaamse verkiezingen 2004/Kandidatenlijsten/sp.a-spirit
Dit zijn de kandidatenlijsten van het kartel sp.a-spirit voor de Vlaamse verkiezingen van 2004. De verkozenen staan vetgedrukt.

## Antwerpen

### Effectieven
1. Patrick Janssens
2. Els Van Weert (Spirit)
3. Kathleen Van Brempt
4. Bart Martens
5. Peter De Ridder
6. Dimitri Gevers
7. Rony Cuyt
8. Annemie Schuermans
9. Kathleen Deckx
10. Monica De Coninck
11. Gino Veraart
12. Ali Salmi (Spirit)
13. Chris Goossens
14. Jan Bertels
15. Inge Van Eester
16. Kurt Vermeiren
17. Kelly Verheyen
18. Werner Hens
19. Lili Huybrechts (Spirit)
20. Christophe Stienlet (Spirit)
21. Frank Hosteaux
22. Christel Birchen
23. Wouter Janssens
24. Kim Dorikens
25. Bob De Richter
26. Carine Geyselings
27. Marc De Laet
28. Suzan Pemen (Spirit)
29. Els Schiltz (Spirit)
30. Mimount Bousakla
31. Anissa Temsamani
32. Maya Detiège
33. Jan Peeters

### Opvolgers
1. Caroline Gennez
2. Robert Voorhamme
3. Herman Lauwers (Spirit)
4. Jo Vermeulen
5. Inga Verhaert
6. An Laenen
7. Patrick Uytterhoeven
8. Helmer Rooze (Spirit)
9. Kurt Keirsmakers
10. Jef Michielsen
11. Maria Moeskops
12. Nele Maes (Spirit)
13. Vera Gilis
14. Denise Melis-De Lamper
15. Greet van Gool
16. Tuur Van Wallendael

## Brussel-Halle-Vilvoorde

### Effectieven
1. Bert Anciaux (Spirit)
2. Yamila Idrissi
3. Alfons Schiettecatte
4. Petra Bober (Spirit)
5. Ayse Elkilic
6. Staf Nimmegeers

### Opvolgers
1. Fouad Ahidar (Spirit)
2. Elke Roex
3. Dirk Lagast
4. Betty Van der Elst-De Groote (Spirit)
5. Frank Dingenen (Spirit)
6. Els Witte

## Limburg

### Effectieven
1. Steve Stevaert
2. Ludo Sannen
3. Hilde Claes
4. Chokri Mahassine
5. Christel De Cuyper
6. Jean-Michel Legros
7. Liliane Moonen
8. Ghislain Vermassen
9. Erika Graulus
10. Johnny Vangrieken
11. Magda Raemaekers
12. Patricia Kuppens
13. Selahattin Kocak
14. Josée Vercammen
15. Annemie Roppe (Spirit)
16. Pierre Vrancken

### Opvolgers
1. Herman Reynders
2. Joris Vandenbroucke (Spirit)
3. Els Robeyns
4. Jean-Paul Peuskens
5. Fabian Spreeuwers
6. Ingrid Erlingen
7. Erwin Van Pee
8. Kathleen Eykelberg
9. Anita Pauly (Spirit)
10. Brenda Berden
11. Daphne Tubee
12. Andrée Fosse
13. Jules d'Oultremont
14. Jacinta De Roeck
15. Guy Swennen
16. Peter Vanvelthoven

## Oost-Vlaanderen

### Effectieven
1. Freya Van Den Bossche
2. Norbert De Batselier
3. Jan Roegiers (Spirit)
4. Gracienne Van Nieuwenborgh
5. Marleen Temmerman
6. Kurt De Loor
7. Peter Hertog
8. Pol Kerckhove
9. Melissa Van Der Haeghen
10. Sofie Van Der Stallen
11. Sam Van De Putte
12. Saban Gök
13. Joeri De Maertelaere (Spirit)
14. Freddy De Vilder
15. Christine Coppejans
16. Peggy Demoor
17. Marianne De Baedts
18. Mia Pynaert
19. Peter Menu
20. Greet De Troyer
21. Rahmouna Charki
22. Christina Verbestel-Smekens
23. Bart Passemiers
24. Nancy Vercammen
25. Steven De Wolf
26. Julien Verstraeten
27. Paul Van Grembergen (Spirit)

### Opvolgers
1. Dany Vandenbossche
2. Dirk De Cock (Spirit)
3. Magda De Meyer
4. Dylan Casaer
5. Vicky Willems
6. Bart Van Malderen
7. Katie Van Cauwenberge
8. Jeanine Bellens
9. Hedwin De Clercq
10. Martine D'Hollander
11. Greet Moerman
12. Stefan De Kock
13. Arno Van Oudenhove
14. Liesbet Van Der Henst (Spirit)
15. Valentina Gatti
16. Dirk Van Der Maelen

## Vlaams-Brabant

### Effectieven
1. Frank Vandenbroucke
2. Bruno Tobback
3. Else De Wachter
4. Marcel Logist
5. Martine Lemonnier
6. Geert Schellens
7. Heidi De Craen (Spirit)
8. Johnny Van Droogenbroeck
9. Marijke De Vis
10. Jacques Roggen
11. Cindy De Deken
12. Marc Florquin
13. Denise Vandevoort
14. Hans Heyndels
15. Magda Peeters
16. Jeannine Thielemans
17. Maria Rowe (Spirit)
18. Griet Lissens
19. Tony Stevaert
20. Roel Anciaux (Spirit)

### Opvolgers
1. Flor Koninckx
2. Jos Bex (Spirit)
3. Amy Gille
4. Griet Vandewijngaerden
5. Dries Vandenbroeck (Spirit)
6. Bert Carleer
7. Sylvie Ringoet
8. Mieke De Win
9. Gino Debroux
10. Anita De Mangelaere
11. Sarah Boon
12. Eva Serkeyn (Spirit)
13. Jean-Pierre De Groef
14. Hans Bonte
15. Karin Jiroflée
16. Leo Peeters

## West-Vlaanderen

### Effectieven
1. Johan Vande Lanotte
2. Renaat Landuyt
3. Michèle Hostekint
4. Jacky Maes
5. Jan Dhaene
6. Tamara Schotte
7. Carlo Daelman
8. Peter Roose
9. Christine Beke
10. Jeannine Puype
11. Christine Laperre
12. Frank Wauters (Spirit)
13. Marleen Fonteyne-Demuynck (Spirit)
14. Annelies Vandenbussche
15. Martine Devisscher
16. Moreen Dewolf
17. Gunter Pertry
18. Anne Van Winkel
19. Patrick Lansens
20. Geert Lambert (Spirit)
21. Dalila Douifi
22. Gilbert Bossuyt

### Opvolgers
1. André Van Nieuwkerke
2. Bart Caron (Spirit)
3. Els Lefevre
4. Peter Bossu
5. Laurent Winnock
6. Christine Depoortere
7. Brenda Bussche
8. Frederic Vanhauwaert
9. Jasmijn Bonte (Spirit)
10. Rik Priem
11. Anja Dejonckheere
12. Annick Monbaliu
13. Sofie De Smet-Demurie
14. Johnny Goos
15. Philippe De Coene
16. Myriam Vanlerberghe